# Región de Ennedi Este
Ennedi Este es una de las 23 regiones del Chad. Su capital es Amdjarass.
Fue creada el 4 de septiembre de 2012 por la división de la región de Ennedi en dos regiones independientes.

## Subdivisiones
La región de Ennedi Este está subdividida en 2 departamentos:
| Departamento | Capital    | Subprefecturas                 |
| ------------ | ---------- | ------------------------------ |
| Amdjarass    | Amdjarass  | Amdjarass, Bao, Djouna, Kaoura |
| Wadi-Hawar   | Wadi-Hawar | Bahaï, Birdouani               |